# Ngakobo
Ngakobo est un village de la commune de Ngougbia, situé sur la route régionale RR13 à 57 km au sud de Bambari, à 99 km au nord-est de Kouango et à 460 km au nord-est de Bangui. 
Il est le site d’une plantation de canne à sucre et d’une usine de production de sucre  blond. Depuis 2003, à la suite de la privatisation de la SOGESCA, elles sont reprises par SUCAF RCA (Sucrerie Africaine), filiale du groupe  SOMDIAA.